# Regina Sackl
Regina Sackl, née le 21 août 1959 à Hartberg, est une ancienne skieuse alpine autrichienne.

## Coupe du monde
- Meilleur résultat au classement général : 7e en 1979
  - Vainqueur de la coupe du monde de slalom en 1979
  - 3 victoires : 3 slaloms
  - 6 podiums

### Saison par saison
- Coupe du monde 1974 :
  - Classement général : 32e
- Coupe du monde 1975 :
  - Classement général : 29e
- Coupe du monde 1976 :
  - Classement général : 29e
- Coupe du monde 1977 :
  - Classement général : 12e
    - 1 victoire en slalom : Furano
- Coupe du monde 1978 :
  - Classement général : 26e
- Coupe du monde 1979 :
  - Classement général : 7e
    - Vainqueur de la coupe du monde de slalom
    - 2 victoires en slalom : Les Gets et Meiringen
- Coupe du monde 1980 :
  - Classement général : 18e
- Coupe du monde 1981 :
  - Classement général : 61e

## Arlberg-Kandahar
- Meilleur résultat : 9e place dans le slalom 1978 à Saint-Gervais